# Tiếng Ngũ Đồn
Tiếng Ngũ Đồn (tiếng Trung: 五屯话; bính âm: Wǔtúnhuà) là một ngôn ngữ creole Trung Quốc–Tạng–Mông Cổ. Nó được nói bởi khoảng 4.000 người, hầu hết được chính phủ Trung Quốc phân loại là dân tộc Monguor (Thổ). Những người nói tiếng Ngũ Đồn cư trú tại hai làng (Ngũ Đồn Thượng 上五屯 và Ngũ Đồn Hạ 下五屯) thuộc huyện Đồng Nhân, phía đông tỉnh Thanh Hải, Trung Quốc. Nó còn được gọi là tiếng Ngandehua.
Hai ngôi làng Ngũ Đồn, cũng như các thôn khác trong khu vực, nằm dưới sự kiểm soát của một kỳ Mông Cổ trong nhiều thế kỷ và từ lâu đã được các chính quyền coi là thành viên của một nhóm dân tộc Mông Cổ. Tuy nhiên, họ tự nhận mình là người Tạng.

## Từ vựng
Phần lớn từ vựng Ngũ Đồn đến từ tiếng Trung (nhưng bị mất thanh điệu); một phần nhỏ hơn đến từ tiếng Tạng Amdo, ngôn ngữ địa phương chính; và một phần nhỏ hơn nữa đến từ ngôn ngữ Mông Cổ Bảo An.

## Ngữ pháp
Ngữ pháp tiếng Ngũ Đồn bắt nguồn từ tiếng Tạng Amdo; ngoài ra còn có ảnh hưởng của tiếng Bảo An.

## Lịch sử
Một số giả thuyết đã được đề xuất về nguồn gốc của dân làng Ngũ Đồn và phương ngữ đặc biệt của họ. Nhà ngôn ngữ học Trung Quốc Trần Nại Hùng suy luận từ sự phân bố nguyên âm của từ vựng gốc Hán trong tiếng Ngũ Đồn rằng tổ tiên của họ có thể đã nói một phương ngữ Nam Kinh cổ. Những người khác nghĩ rằng họ có thể là một nhóm người Hồi đến từ Tứ Xuyên, không rõ vì lý do gì đã cải sang Phật giáo Tây Tạng và chuyển đến miền đông Thanh Hải. Trong bất cứ trường hợp nào kể trên, các tài liệu lịch sử từ năm 1585 chứng thực sự tồn tại của cộng đồng Ngũ Đồn.
Dân làng Ngũ Đồn ngày nay không nói tiếng Trung Quốc, nhưng vốn hiểu biết tiếng Tạng phổ biến ở cả làng và huyện Đồng Nhân nói chung. Tiếng Tạng là ngôn ngữ chung của khu vực đa sắc tộc này, với người Tạng và người Hồi, cũng như một số người Hán và Mông Cổ sinh sống.